# Hugh Mackay, 14. Lord Reay
Hugh William Mackay, 14. Lord Reay (* 19. Juli 1937; † 10. Mai 2013) war ein britischer Politiker (Conservative Party), Mitglied des House of Lords und Mitglied des Europaparlamentes.

## Leben
Lord Reay war der einzige Sohn von Æneas Alexander Mackay, 13. Lord Reay.
Er besuchte das Eton College und studierte am Christ Church College der Universität Oxford.
Beim Tod seines Vaters im März 1963 erbte er von diesem die Chiefwürde des Clan MacKay, sowie dessen Adelstitel als 14. Lord Reay, mit dem nachgeordneten Titel 14. Baronet, of Far, sowie den niederländischen Titel (6.) Baron Mackay van Ophemert en Zennewijnen. Mit dem Lordtitel war ab Inkrafttreten des Peerage Act 1963 im August 1963 auch die Mitgliedschaft im House of Lords verbunden. 1973 bis 1979 gehörte er dem Europaparlament an (die Mitglieder wurden damals noch von den nationalen Parlamenten gewählt).
1991 berief ihn Premierminister John Major als parlamentarischen Unterstaatssekretär in das Handels- und Industrieministerium. Nach der Unterhauswahl 1992 schied er aus dem Ministerium aus. Mit der Verabschiedung des House of Lords Act 1999 verlor er zusammen mit allen anderen Erbpeers den automatischen Sitz im House of Lords. Er wurde jedoch gewählt als einer der 92 gewählten Erbpeers, die nach der Reform im House verblieben.

## Ehen und Nachkommen
Er heiratete 1964 in erster Ehe Hon. Annabel Thérèse Fraser, eine Tochter des Simon Fraser, 15. Lord Lovat. Die Ehe wurde 1978 geschieden (seine Exfrau heiratete 1985 Sir Henry Keswick, den Vorstandsvorsitzender von Jardine Matheson Holdings). Aus der ersten Ehe gingen zwei Söhne und eine Tochter hervor:
- Æneas Simon Mackay, 15. Lord Reay (* 1965), Bankmanager, ⚭ Mia Ruulio;
- Hon. Laura Elizabeth Mackay (* 1966)
- Hon. Edward Andrew Mackay (* 1974)

In zweiter Ehe heiratete er 1980 Hon. Victoria Isabella Warrender, die jüngste Tochter des John Warrender, 2. Baron Bruntisfield, mit der er zwei Töchter hatte:
- Hon. Antonia Alexandria Mackay (* 1981);
- Hon. Isabel Violet Grace Mackay (* 1985).

Als er 2013 starb, erbte sein Sohn Æneas seine Adelstitel.